# Das silberne Messer
Das silberne Messer (englischer Originaltitel The Silver Sword) ist ein Jugendroman des britischen Schriftstellers Ian Serraillier, der im Jahr 1956 mit Illustrationen von C. Walter Hodges beim Verlag Jonathan Cape veröffentlicht wurde. Die deutsche Erstausgabe erschien 1963 beim Signal-Verlag Frevert.

## Inhalt
Das Buch schildert die dramatischen Erlebnisse der Familie Balicki ab dem Jahr 1940. Vater Josef ist Rektor an einer Warschauer Volksschule und wird verhaftet, weil er im Religionsunterricht ein Bild Adolf Hitlers mit dem Gesicht zur Wand aufgehängt hat. Er kommt daraufhin in ein Gefangenenlager, von dem ihm allerdings nach längerem Aufenthalt die Flucht gelingt. Als er nach Warschau zurückkehrt, erfährt er, dass seine Frau als Fremdarbeiterin nach Deutschland deportiert worden ist. Da bei ihrem Abtransport aus dem Haus auf die deutschen Soldaten geschossen worden ist, hat man kurz darauf das Haus gesprengt. Es wird daher vermutet, dass Josefs drei Kinder Ruth, Edek und Bronia dabei getötet worden sind. Josef gibt die Hoffnung allerdings nicht auf, dass seine Kinder irgendwie überlebt haben und bittet den Waisenjungen Jan, den er in den zerbombten Ruinen Warschaus antrifft, seinen Kindern gegebenenfalls mitzuteilen, dass ihr Vater beschlossen habe, sich in die Schweiz zu den Großeltern der Kinder durchzuschlagen. Als kleines Dankeschön für diesen Auftrag und gewissermaßen als Talismann hinterlässt Josef Jan ein silbernes Messer mit einer speziellen Gravur.
Den Balicki Kindern ist tatsächlich die Flucht vor der Sprengung ihres Hauses gelungen und sie verbringen die anschließenden Sommer und Winter abwechselnd am Land und in Warschau. Edek wird von den Deutschen beim Schmuggeln erwischt, verhaftet und von seinen beiden Schwestern getrennt. 1944 trifft Ruth schließlich in Warschau zufällig auf Jan und sie erkennt das silberne Messer ihres Vaters. Die polnische Hauptstadt ist in der Zwischenzeit bereits von der Roten Armee besetzt und mithilfe des russischen Soldaten Iwan machen sich Ruth, Bronia und Jan gemeinsam auf die Suche nach Edek und dem Vater in der Schweiz. Schon bald stoßen sie tatsächlich auf ihren Bruder, der allerdings an Tuberkulose erkrankt ist und die abenteuerliche, oftmals entbehrungsreiche Reise der vier jungen Flüchtlinge von Warschau nach Berlin, Bayern und in die Schweiz fast nicht überlebt. Bevor die Vier schließlich tatsächlich auf die beiden Balicki-Eltern treffen, verhindert ein Sturm auf dem Bodensee noch fast das Happy End.

## Rezeption
Victoria Neumark schreibt in ihrer Buchrezension: „Dieser Klassiker der Kinder- und Jugendliteratur handelt davon, wie der Krieg das Leben der Menschen in Stücke reißt und wie es gewöhnlichen Leuten gelingt, diese Leben wieder zusammenzufügen. […] Trotz aller schrecklichen Gefahren ist das Buch ein bewegendes Zeugnis des menschlichen Anstands und der Loyalität.“ In der Festivalsektion Internationale Kinder- und Jugendliteratur beim Internationalen Literaturfestival Berlin 2013 empfahl der irische Schriftsteller John Boyne jungen Lesern die Lektüre von Das silberne Messer.

## Referenzen
Das silberne Messer ist in dem literarischen Nachschlagewerk 1001 Kinder- und Jugendbücher – Lies uns, bevor Du erwachsen bist! für die Altersstufe 12+ Jahre enthalten.

## Ausgaben
- The Sivler Sword. Jonathan Cape, London 1956 (englisch).
- Das silberne Messer. Signal-Verlag Hans Frevert, Baden-Baden 1963.

## Adaptionen
1957 wurde das Buch von der BBC als siebenteilige Fernsehserie verfilmt. 1971 brachte die BBC eine neue, achtteilige Fassung der Fernsehserie heraus. 2011 wurde der Roman von BBC Radio 4 Extra als Hörspiel adaptiert.